# Highlands Park
Highlands Park Football Club is een voormalige Zuid-Afrikaanse voetbalclub uit Johannesburg.
De club werd in 1960 opgericht als Highlands Park FC en was vernoemd naar sponsor en oprichter Highlands Park & Powerlines dat in 1971 fuseerde tot Highlands Power. Highland Parks speelde in het Balfour Park Stadion en had de bijnaam The Lions of the North. In 1980 werd de naam veranderd in Dion Highlands FC en de clubkleur werd oranje.
Highland Parks werd kampioen in de blanke National Football League in 1960, 1961, 1965, 1966, 1974 en 1977 en won de NFL Cup (Castle Cup) in 1965, 1966, 1967 en 1974.
In 1982 ging de club failliet. De licentie werd opgekocht door Jomo Sono die er met Jomo Cosmos mee ging spelen. De naam, uitingen en historie werden opgekocht door Larry Brookstone en de club ging onder de oude naam op amateurniveau spelen waarin het zeer succesvol was. In 1998 werd de licentie van het op het tweede niveau spelende Khakhu Fast XI’s gekocht en fuseerde de club met Silver Stars. Onder de naam HP Silver Stars maakte de club haar rentree op het professionele niveau. Deze club speelt nu als Platinum Stars.